# Kawkaba
Kawkaba (en arabe : كوكبا), connue par les Croisés comme Coquebel, était un village arabe palestinien occupé par Israël lors de l'opération Yoav au cours de la guerre Israélo-Arabe de 1948 et dépeuplé. Ne pas confondre avec le village Libanais de Kawkaba (Homonyme) dans la région de Rachaya à une centaine de kilomètres de Beyrouth et 1300 mètres d'altitude. 

## Emplacement
Le village était situé sur un tronçon de terre rouge-brun sur le sud de la plaine côtière. Il se situait sur la route construite par les Britanniques pendant la Seconde Guerre mondiale, qui est parallèle à la route côtière.

## Histoire
Le site s'appelait, pendant les croisades Coquebel. Kawkaba recèle un site archéologique comprenant des citernes, une piscine, les fondations de bâtiments, des colonnes. Au nord  se trouve l'ancienne ville de Khirbat Kamas, appelée Camsa pendant les croisades et dans laquelle furent aussi trouvés de nombreux objets archéologiques.

### Époque ottomane
Kawkaba fut intégrée dans l'Empire ottoman en 1517 avec le reste de la Palestine. En 1596, elle était connue sous le nom de Kawkab et avait une population de 88 habitants. L'impôt était payé sur les cultures (blé, orge, huile de sésame, arbres fruitiers et vignes).
En 1863, Victor Guérin note la présence de 500 habitants dans le village. À l'intérieur d'une oualy dédiée à Cheikh Mohammed , il a pu observer de nombreuses colonnes cannelées en marbre blanc, près d'un Chapiteau (architecture) Corinthien. À proximité du puits, il nota aussi la présence d'anciennes colonnes, l'une en marbre blanc et l'autre en granite gris qui avaient été déterrées sur place et provenaient de la région.
En 1882, une étude sur la Palestine occidentale du Fonds d'exploration de la Palestine l'a décrit comme un petit village de briques, avec un puits à l'ouest et une piscine pour le nord. Le village a un emplacement rectangulaire le long de la route, et l'étendue nord-sud, à côté d'elle.

### Mandat britannique
En 1922, au cours du recensement de la Palestine organisé par les autorités du Mandat Britannique, la population du village fut estimée à 439 habitants, tous musulmans. Cette population avait augmenté à 522 (tous musulmans) et 121 maisons au cours du recensement de 1931.
Kawkaba partageait une école primaire avec les villages de Beit Tima et Hulayqat. Ses maisons étaient faites de briques et de ciment, et ses magasins étaient situés au centre du village, sur le côté ouest de la route. Sur la partie orientale du site se trouvaient deux sources d'eau à 70 mètres de profondeur. Les villageois avaient développé une agriculture pluviale de céréales en hiver et de légumes en été. Vers la fin de la période du Mandat Britannique, ils cultivaient aussi des fruits, comme les figues et les raisins, sur toutes leurs terres s'étendant à l'ouest.
En 1945, la population de Kawkaba était de 680 habitants musulmans, tandis que la superficie totale des terres était estimée à 8,542 dunams, selon une étude sur les terres et la population. Sur cette superficie, un total de 166 dunams étaient utilisés pour les plantations et les terres irrigables, 8 166 pour les céréales, tandis que 40 dunams étaient des zones bâties.

### 1948 et après
Le village fut occupé par Israël lors de l'opération Yoav au cours du conflit Israélo-Arabe de 1948. La chute du village fut précédée par les événements à proximité de Burayr. À cet endroit, la brigade Oded de la Haganah aurait apparemment exécuté un grand nombre de Palestiniens en âge de prendre les armes. Kawkaba avait proposé de se rendre aux forces de la colonie, mais les forces de la Haganah chassèrent les derniers habitants les 27 et 28 mai 1948. Le village a été sur la ligne de front séparant  Israéliens et Égyptiens pendant l'été 1948, changeant plusieurs fois de camp au gré des combats.
En 1950, la colonie Israélienne de Kokhav Michael fut créée sur les terres du village, au sud-est de la zone bâtie.
Selon Khalidi, en 1992, les structures restantes sur les terres du village étaient : « Le site est envahi par des sycomores et des épineux. L'ancienne route, ainsi que des murs écroulés et les ruines du site sont clairement visibles dans une partie boisée. Les terres du village sont cultivées par des agriculteurs israéliens. »